# Маркин, Иосиф Борисович
Иосиф Борисович Ма́ркин (1916—1945) — сержант Рабоче-крестьянской Красной Армии, участник Великой Отечественной войны, Герой Советского Союза (1945).

## Биография
Иосиф Маркин родился 3 июня 1916 года в селе Старый Бобрик (ныне — Хорошевский район Житомирской области Украины). После окончания четырёх классов школы работал в военизированной охране железной дороги. В 1939—1940 годах проходил службу в Рабоче-крестьянской Красной Армии, участвовал в боях советско-финской войны. Демобилизовавшись, проживал в городе Слободской Кировской области, работал шкипером на пароходе. В январе 1942 года Маркин повторно был призван в армию. С июня того же года — на фронтах Великой Отечественной войны. В боях три раза был ранен.
К январю 1945 года гвардии сержант Иосиф Маркин был разведчиком 53-го гвардейского кавалерийского полка 15-й гвардейской кавалерийской дивизии 7-го гвардейского кавалерийского корпуса 1-го Белорусского фронта. Отличился во время освобождения Польши. 19 января 1945 года в бою у населённого пункта Лакнаш Маркин во главе разведгруппы из пяти бойцов уничтожил большое количество солдат и офицеров противника, а ещё 17 взял в плен. 22 января 1945 года во главе разведгруппы из семи бойцов Маркин успешно захватил «языка» под городом Калиш. Попав на обратном пути в засаду, Маркин приказал двум бойцам доставить «языка» к командованию, а сам остался прикрывать их. В бою он лично уничтожил 6 немецких солдат, но и сам получил смертельное ранение. Похоронен в Калише.
Указом Президиума Верховного Совета СССР от 27 февраля 1945 года за «образцовое выполнение боевых заданий командования на фронте борьбы с немецкими захватчиками и проявленные при этом мужество и героизм» гвардии сержант Иосиф Маркин посмертно был удостоен высокого звания Героя Советского Союза. Также был награждён орденом Ленина и рядом медалей.